# Kodeks etyki korpusu służby cywilnej
Kodeks etyki korpusu służby cywilnej – zbiór norm postępowań dla przedstawicieli korpusu służby cywilnej.

## Korpus służby cywilnej w Polsce
Kodeks etyki korpusu służby cywilnej zawiera się w zarządzeniu nr 70 Prezesa Rady Ministrów z dnia 6 października 2011 r.
Urzędnicy korpusu służby cywilnej w swym postępowaniu powinni wyróżniać się profesjonalizmem, rzetelnością, bezstronnością i apolitycznością.
Członek korpusu służby cywilnej przestrzega zasad etyki korpusu służby cywilnej, którymi są:
- Zasada godnego zachowania – poszanowanie godności innych osób, życzliwość wobec ludzi, właściwe zachowanie się poza pracą.
- Zasada służby publicznej – służebny charakter pracy wobec obywateli, służba państwu, nieuchylanie się od podejmowania trudnych rozstrzygnięć, nieuchylanie się od odpowiedzialności za swoje postępowanie.
- Zasada lojalności – lojalność wobec Rzeczypospolitej Polskiej, lojalne i rzetelne realizowanie programu Rządu, lojalność wobec urzędu, powściągliwość w publicznym wypowiadaniu poglądów na temat urzędów administracji rządowej.
- Zasada neutralności politycznej – niemanifestowanie publiczne poglądów i sympatii politycznych, niestwarzanie podejrzeń o sprzyjanie partiom politycznym, jasność i przejrzystość relacji z osobami pełniącymi funkcje polityczne.
- Zasada bezstronności – niedopuszczanie do podejrzeń o konflikt interesów, jednakowe traktowanie wszystkich uczestników prowadzonych spraw, niedemonstrowanie zażyłości z osobami publicznie znanymi ze swej działalności.
- Zasada rzetelności – dotrzymywanie zobowiązań, twórcze podejmowanie zadań, aktywne realizowanie obowiązków.